# Eutricopis subcolorata
Eutricopis subcolorata là một loài bướm đêm trong họ Noctuidae.